# ProudNet
ProudNet は、韓国のNettention社によって開発されたネットワークミドルウェアである。主にオンラインゲームやリアルタイムアプリケーション向けに設計され、高負荷環境下での安定かつ効率的な通信処理を目的としている。

## 概要
ProudNet は、マルチコアCPUを活用したスケーラブルなサーバーアーキテクチャを採用しており、処理効率を高めるために、カーネルモードとユーザーモード間の切り替えを最小限に抑える設計が施されている。また、2種類のスレッドプールモードを備えており、アプリケーションの要件に応じた柔軟なスレッド構成が可能である。
通信プロトコルについては、通信環境に応じて適応的に動作する設計となっており、リアルタイム性を優先する用途に向けて、信頼性の低いメッセージングにも対応している。通信品質の制御機能、トラフィックコントロール機能、ならびにRSAおよびAESなどの暗号化技術によるセキュリティ機能も搭載されている。また、ProudNet は P2P通信機能を提供しており、Reliable および Unreliable の両方式に対応することで、用途に応じた柔軟な通信制御が可能となっている。NAT 環境下における接続維持率向上を目的として、ホールパンチング機能を備えるほか、接続に失敗した場合にはリレーサーバーへの自動切り替えも行われる。

## エンジンを使用しているゲーム
- 《Touch Monsters》 (2013, Mobile) - SEED9
- 《Vindictus》 (2009, PC) - Nexon Korea
- 《Ragnarok Online II》 (2011, PC) - GRAVITY
- 《S4 League》 (2009, PC) - GameOn Studios
- 《ghosts 'n goblins online》 (2011, PC) - SEED9
- 《Mini fighter》 (2011, PC) - Marvelquest
- 《Dark Blood》 (2011, PC) - JCR SOFT
- 《MIRROR WAR_Reincarnation of Holiness》 (2010, PC) - 개발:L&K LOGIC KOREA
- 《Bolts and Blip online》 (2010, PC) - APSTUDIO
- 《Warcry》 (2010, PC) - T3ENTERTAINMENT
- 《RUSTY HEARTS》 (2010, PC) - STAIRWAY GAMES
- 《OZFestival》 (2009, PC) - ActozSoft
- 《TOUR GOLF ONLINE》 (2011, PC) - ONNET
- 《FAMILY GOLF》 (2012, PC) - FAMILYGOLF
- 《Hovorun Online 》 (2010, PC) - LOTS ENTERTAINMENT
- 《MERCURY RED》 (2011, PC) - PLUTOGAMES
- 《POWER RANGERS ONLINE》 (2012, PC) - IRONNOS
- 《HEROES IN THE SKY 》 (2009, PC) - GameUs
- 《Seoyugi》 (2010, PC) - NNG Lab
- 《BORN TO FIRE》 (2010, PC) - Funtree
- 《Chagu Chagu》 (2013, PC) - ANI PARK
- 《Talklish》 (2011, PC) - Dreamers Education
- 《TANKACE》 (2011, PC) - ONNET
- 《F.E.A.R. ORIGIN ONLINE》 (2012, PC) - INPLAY INFERACTIVE
- 《2112》 (2012, PC) - Emobi Games
- 《Herowarz》 (2013, PC) - A.STORM
- 《Delphinia Chronicle》 (2013, Mobile) - DigitalFrog
- 《Magic Masters Online》 (2012, Mobile) - Npic Mobile
- 《Touch Fighter》 (2012, Mobile) - Wemade Entertainment
- 《Nexon All-stars》 (2012, Mobile) - Nexon Korea
- 《Reign of Conquerors》 (2013, Mobile) - Minoraxis
- 《Moon Wolf》 (2013, Mobile) - Wemade Entertainment
- 《Akasha》 (2013, Mobile) - KNETP
- 《Shooting King》 (2013, Mobile) - Banana Fish
- 《Dual Masters》 (2013, Mobile) - Zigzagsoft
- 《Metal Breaker》 (2013, Mobile) - Company 100
- 《CocoFamily》 (2013, Mobile) - Pocket Joy
- 《Black Sun》 (2014, Mobile) - Black Pearl Studio
- 《Guardians League》 (2014, Mobile) - Snow Family
- 《Here We Go》 (2014, Mobile) - Ikinagames
- 《Vendetta》 (2014, Mobile) - Pure Games
- 《BOWLING KING》 (2014, Mobile) - Phoenix Games
- 《snowbro for kakao》 (2014, Mobile) - Isac Entertainment
- 《Montowers》 (2014, Mobile) - Buffstone
- 《Sand Storm》 (2014, Mobile) - Howling Soft
- 《WILD BUSTER》 (2012, PC) - Nuri Star Ducks
- 《FOOTBALL LEGEND》 (2013, PC) - NEOVIAN
- 《PlayEng》 (2012, PC) - GamEng
- 《Shura King》 (2014, PC) - SGTY

## リンク
- Nettention official web site